# リヴィン・オン・ア・プレイヤー
「リヴィン・オン・ア・プレイヤー」（Livin' on a Prayer）は、ボン・ジョヴィが1986年に発表したシングル。

## 解説
貧しいながらも懸命に生きるカップル、トミーとジーナを主人公とした歌。この2人は、ボン・ジョヴィが後に発表した「99イン・ザ・シェイド」（1988年のアルバム『ニュージャージー』に収録）や「イッツ・マイ・ライフ」（2000年のアルバム『クラッシュ』に収録）の歌詞でも名前が登場する。
この歌詞のストーリーはジョン・ボン・ジョヴィと共作者のデズモンド・チャイルドが1970年代に各々経験した実際の出来事から着想を得ている。ジョン・ボン・ジョヴィの知人で学生野球のスター選手だった人物がいたが、プロの野球選手を目指していた矢先、恋人の妊娠が判明したため野球選手の道を断念し、生活の糧を得るため工場で働き始めたという出来事、一方、デズモンド・チャイルドはニューヨークでタクシードライバーとして生計を立てていたが、当時のガールフレンドでシンガーソングライターのマリア・ヴィダルが食堂のウェイトレスとして働いていた時に、ヴィダルがイタリアの女優・写真家のジーナ・ロロブリジーダに似ていたことから、店のオーナーや店長、同僚の従業員に「ジーナ」というあだ名で呼ばれていたというエピソードが歌詞に反映されている。また、ジョン・ボン・ジョヴィによれば、当時のアメリカのレーガン政権が唱えた経済政策「レーガノミクス」のトリクルダウン理論が曲を書く上でのインスピレーションになったとも語っている。
ジョンは後に行われたインタビューで、「リヴィン・オン・ア・プレイヤー」は単調なギターを主軸に制作していて、ザ・クラッシュのロンドン・コーリングのような曲だった。コード進行、メロディー、歌詞は出来上がっていたが、まだベースラインは無く、この時点ではボン・ジョヴィには合わないなと思っていたが、リハーサルのために入ったスタジオで、やっとベースラインが出来上がり、ここでようやくこの曲の可能性を見出だすことができたと明かしている。
結果この曲は80年代のヘヴィメタルを代表するとも評される印象的なベースリフで幕を開けることになったが、このベースラインは1982年からスタジオミュージシャンとして彼らのアルバムのレコーディングに参加していたヒュー・マクドナルド（のちに正式メンバーとして参加）によって作られたものであり、当時の正式メンバーであったアレック・ジョン・サッチはレコーディングには参加していない。
楽曲はアルバム『ワイルド・イン・ザ・ストリーツ』（1986年）からの第2弾シングルとしてリリースされ、ミュージック・ビデオも制作された。この映像は、前半がリハーサル・シーン、後半が観客を前にしたライヴをフィーチャーした内容で、MTVでヘヴィー・ローテーションされることとなり、本作はBillboard Hot 100において4週連続で1位を獲得した。イギリスでも4位に達し、バンドにとって初の全英シングル・チャートでのトップ10入りを果たす。また、同曲は2008年以降も何度か全英チャートに返り咲き、2009年11月には52位、2010年11月には42位に達した。また本作は12インチ・シングルの形でもリリースされ、オリジナル・アルバム未収録曲「エッジ・オブ・ア・ブロークン・ハート」がカップリング曲として追加収録された。
ベスト・アルバム『クロス・ロード』（1994年）のアメリカ盤には、本作をアンプラグドのスタイルで再演した「プレイヤー'94」が収録されている。
2006年、VH1が1980年代のベスト・ソングを投票で決める企画を行った際、「リヴィン・オン・ア・プレイヤー」が1位となった。
2023年2月、YouTubeに公開されているミュージックビデオの再生回数が10億回を突破。SNSを通じてジョン・ボン・ジョヴィから感謝のコメントも発表された。

## カヴァー
- ジェフリー・ダウンズ - 『エヴォリューション』（1993年）
- ヘイゼル・ディーン - 1999年にシングルとして発表。タイトルは「Living on a Prayer」に変更されている[14]。
- NIKO - 『SUPER EUROBEAT 145』（2004年）
- トーリ・エイモス - ライヴ・アルバム『Royce Hall Auditorium Los Angeles, CA 4/25/05』（2005年）
- ステラー・カート - 『All Gas. No Brake.』（2005年）
- Cover Lover Project - オムニバス・アルバム『COVER LOVER vol.3〜BOSSA de No.1〜IVORY ROCK』（2006年）
- fade - 『Kings of Dawn』（2011年）

## 他のメディアでの使用例

### CM
- 日本では、1980年代に富士写真フイルムのカセットテープ『AXIA』のコマーシャルソングに起用され[15]、後にオムニバス・アルバム『リヴィン・オン・ア・プレイヤー〜ポップス・オン・TV・コマーシャル』（1989年）にも収録された。
- 「アサヒ 颯」（アサヒ飲料）のCM、「『叫びたくなる緑茶』八村塁」篇で使用されている（2023年3月29日 - ）[15]

### サウンドトラック
- 『ロック・スター』（2001年）[16]
- 『ハッピー・フライト』（2003年）[17]
- 『チャーリーズ・エンジェル フルスロットル』（2003年）[18]

### ゲーム音楽
- 音楽ゲーム『Guitar Hero World Tour（英語版）』（2008年）で使用された[19]。

## その他
- 2018年に中野駅前盆踊り大会にて盆踊りで当曲が使用され「盆ジョヴィ」としてSNSで拡散され、本家ボン・ジョヴィ公式Twitterが「次の来日公演でも同じようなダンスを見せてくれよ」とリプライを送り話題となった。[20]